# SN 1994Q
SN 1994Q – supernowa typu Ia odkryta 26 maja 1994 roku w galaktyce PGC0059076. Jej maksymalna jasność wynosiła 16,35m.